# Kokoro (Benin)
Kokoro ist eine Ortschaft im westafrikanischen Staat Benin.

## Geografische Lage
Kokoro liegt im Westen des Landes im Département Collines (Benin) und gehört verwaltungstechnisch zum Arrondissement Challa-Ogoi, das wiederum der Gerichtsbarkeit der Kommune Ouèssè untersteht. Kokoro setzt sich zusammen aus dem nördlich gelegenen Teil Kokoro-Centre sowie dem südlich gelegenen Teil Kokoro-Awoyo. Challa-Ogoi, die namensgebende Siedlung für das Arrondissement, liegt westlich.

## Verkehr
Der Ort liegt an der Fernstraße RNIE2, die in nördlicher Richtung nach Ansêkê als nächstem Ziel führt und im weiteren Verlauf u. a. über Kilibo und Toui in das Département Borgou. 
Etwas außerhalb im Südosten befindet sich der Bahnhof Kokoro an der Bahnstrecke Cotonou–Parakou, die allerdings – wie das gesamte Eisenbahnnetz des Landes – seit 2019 ohne Verkehr ist.